# Dzwonnica

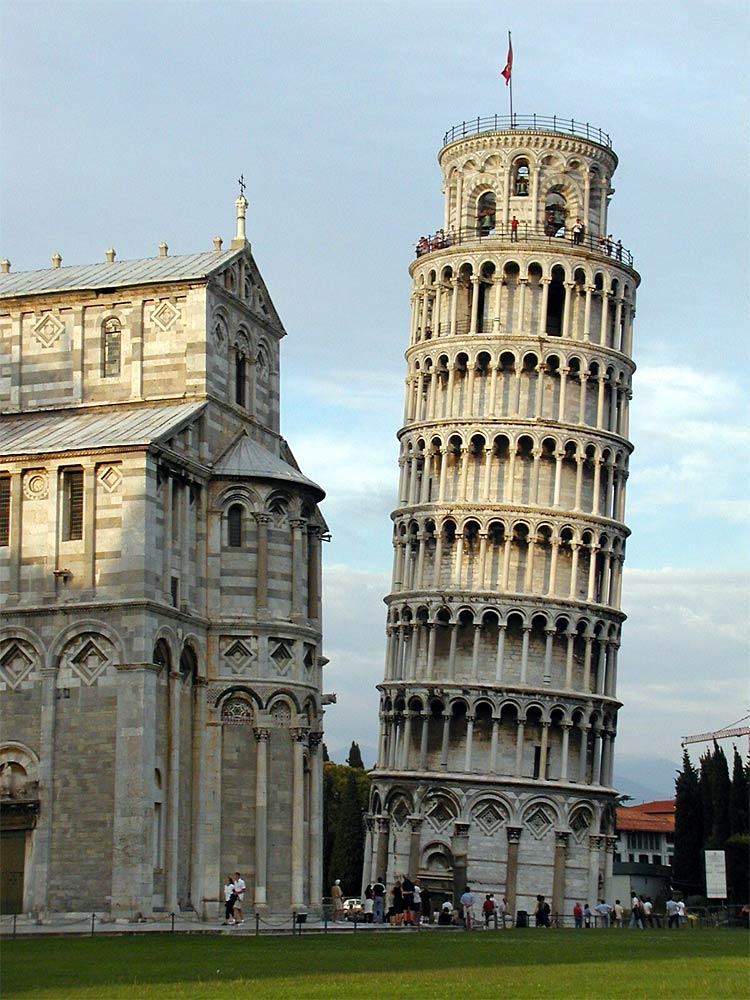
Kampanila – Krzywa Wieża w Pizie

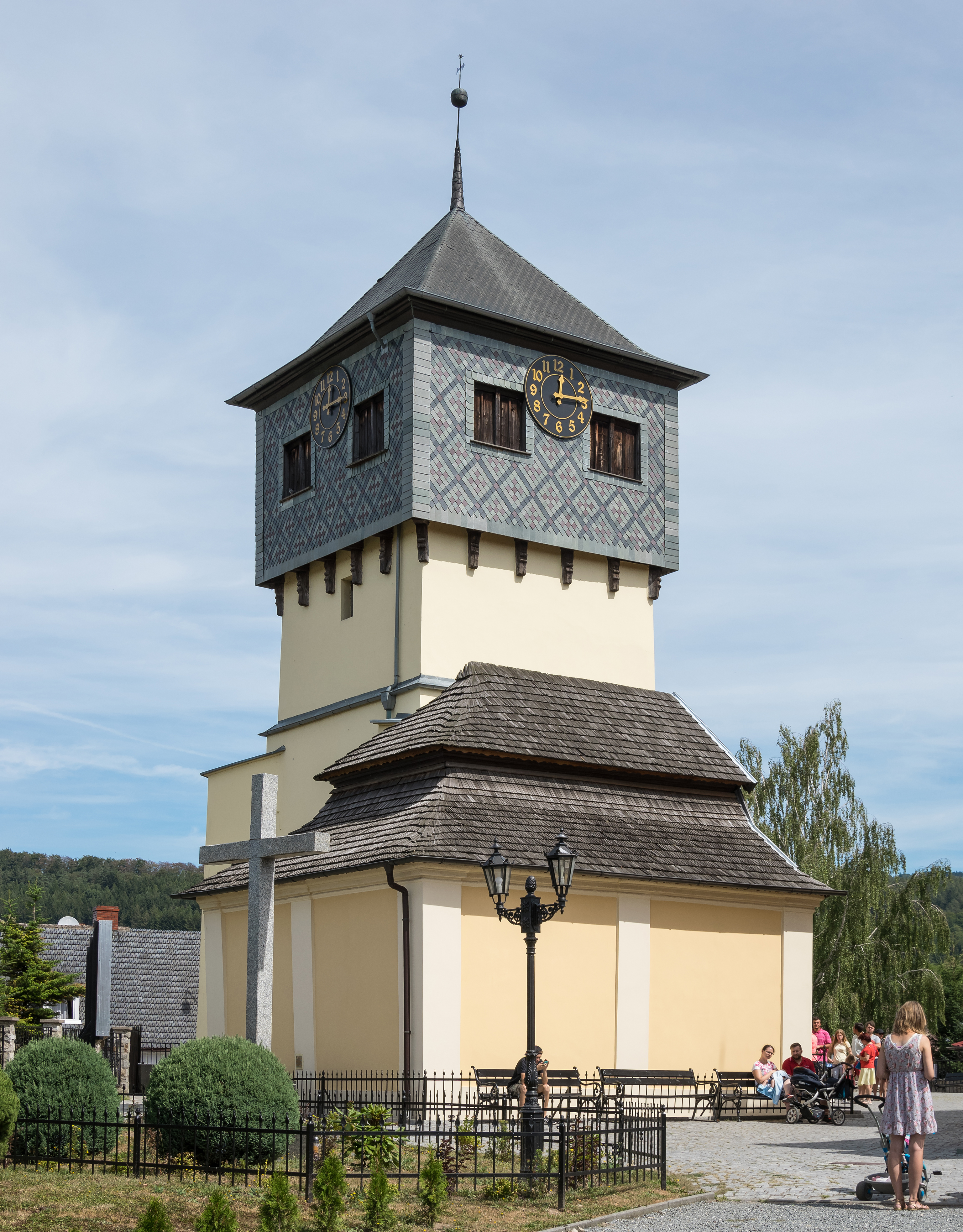
Dzwonnica w Kudowie-Zdroju

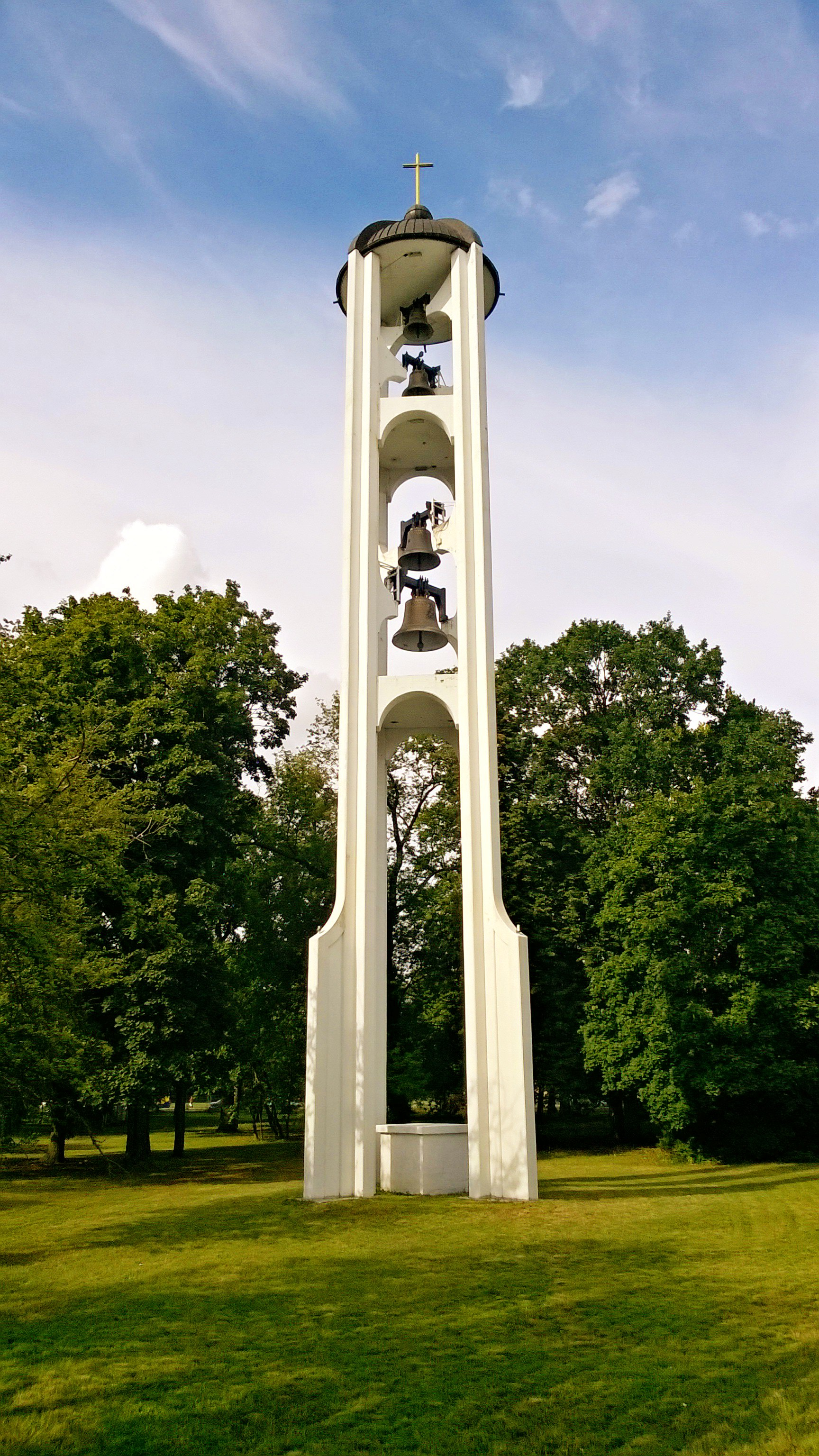
Wolnostojąca dzwonnica kościoła pw. Chrystusa Króla w Toruniu

Dzwonnica – budowla lub jej część, w której zawieszono dzwony, mająca charakter sakralny (np. dzwonnice przy kościołach lub cerkwiach) lub świecki (np. miejskie wieże strażnicze – beffroi lub wieże ratuszowe). Najczęściej występuje w postaci wieży, murowanej lub drewnianej. Niekiedy spotyka się dzwonnice w formie ściany z otworami, są to tzw. dzwonnice parawanowe.

## Podział
Dzwonnice dzielą się na:
- wolno stojące w kształcie wieży (np. kampanila), ażurowej drewnianej lub stalowej konstrukcji lub ściany z otworami dla zawieszenia dzwonów. Dzwonnice wolno stojące (wieżowe lub parawanowe) często pełniły również funkcję bramy wejściowej na teren kościelny[2].
- przystawione – związane w rzucie np. z kościołem,
- wbudowane – wpisane w rzut budynku (wtopione w jego bryłę), stanowiące element ściśle związany z budowlą lub ją wieńczący, np. sygnaturka.

## Historia
Używanie dzwonów wprowadzili w VI wieku iroszkoccy i anglosascy mnisi w zakładanych przez siebie klasztorach i kościołach. Wzrost roli dzwonów w liturgii oraz rozwój sztuki lania dzwonów sprawiły, że przy kościołach romańskich zaczęto budować dzwonnice. Najstarsza dzwonnica wybudowana została w VIII wieku, z nakazu Papieża Stefana III, przy Konstantyńskiej bazylice św. Piotra w Watykanie. Zgodnie z wolą papieża powstać miała wieża ozdobiona złotem i srebrem, w której miały być zawieszone trzy dzwony. Przy włoskich kościołach zaczęto stawiać wolno stojące wieże – kampanile, których formy osiągnęły pełnię rozkwitu w wiekach XI–XII. Zwykle były to wieże na planie koła, wielokondygnacyjne, z otworami biforyjnymi lub triforyjnymi. W tym samym czasie w romańskich kościołach Europy popularne było stosowanie dwóch masywnych wież w fasadzie świątyni, często również z wieżą dzwonną na skrzyżowaniu naw. W okresie gotyku dzwonnice nabrały strzelistości i ażurowości.
Wraz z lokacjami miast i powstawaniem miejskich samorządów, wykształciły się budynki ratuszy, często również z wieżami, w których umieszczano dzwony, służące między innymi do odmierzania czasu (w okresie późniejszym coraz częściej zastępowane zegarami). W dzwony miejskie uderzano również np. na zakończenie targu, na zamykanie bram miejskich czy na gaszenie świateł. W miastach flandryjskich budowano miejskie wieże strażnicze (beffroi), dzwony w nich umieszczane miały przede wszystkim funkcję alarmową.
Przy kościołach drewnianych stawiano najczęściej dzwonnice o konstrukcji słupowej, rzadziej o konstrukcji mieszanej (gdzie przyziemie wykonane jest w konstrukcji wieńcowej, górna część – w konstrukcji słupowej). Wieże te często posiadały w swojej górnej części nadwieszone konstrukcje zwane izbicami. W budownictwie cerkiewnym wieże dzwonne miały zwykle konstrukcję wieńcową.

## Galeria

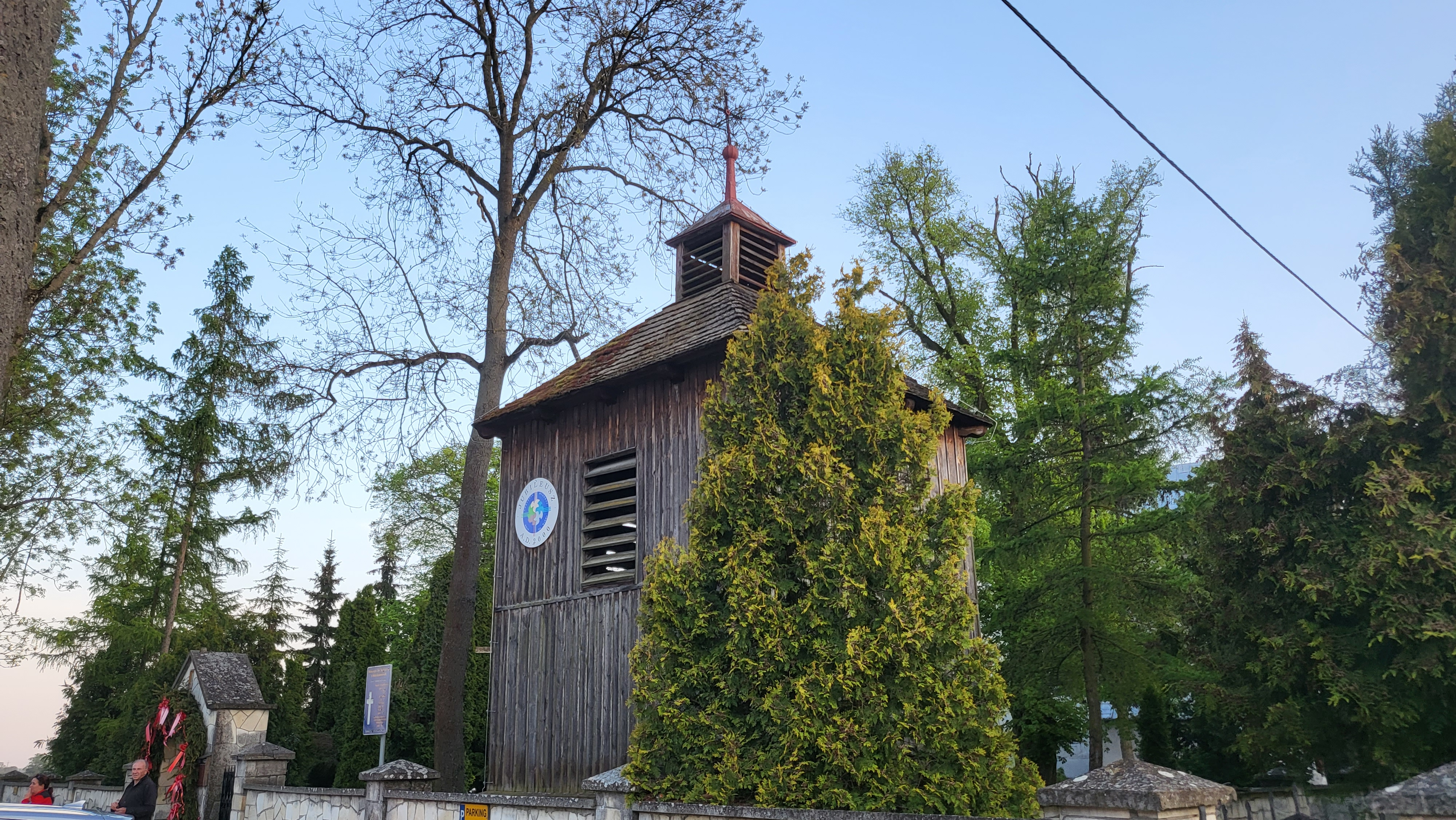
Przykład drewnianej dzwonnicy w Krzyżanowicach Dolnych k. Buska

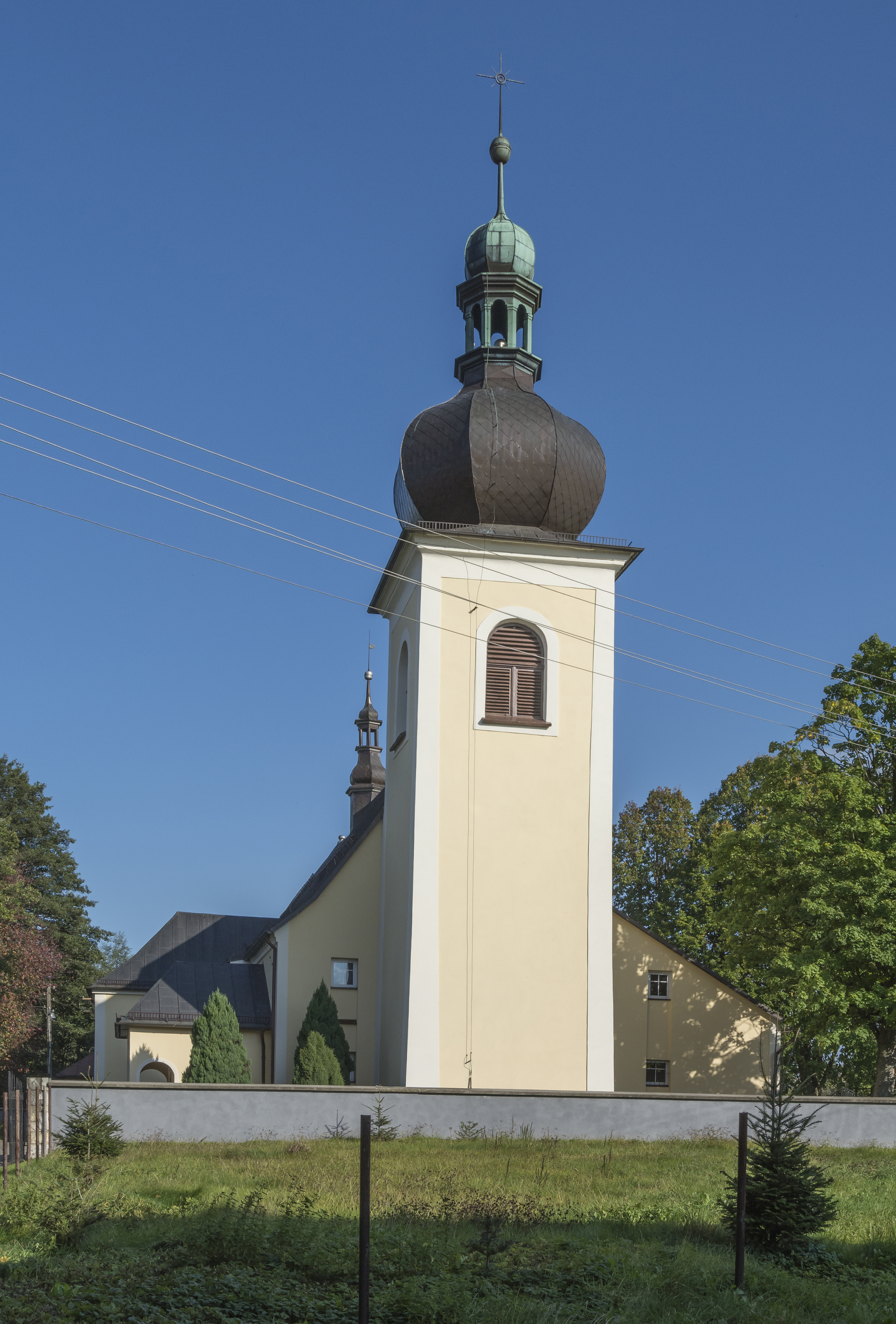
Dzwonnica kościoła św. Katarzyny w Kudowie-Zdroju
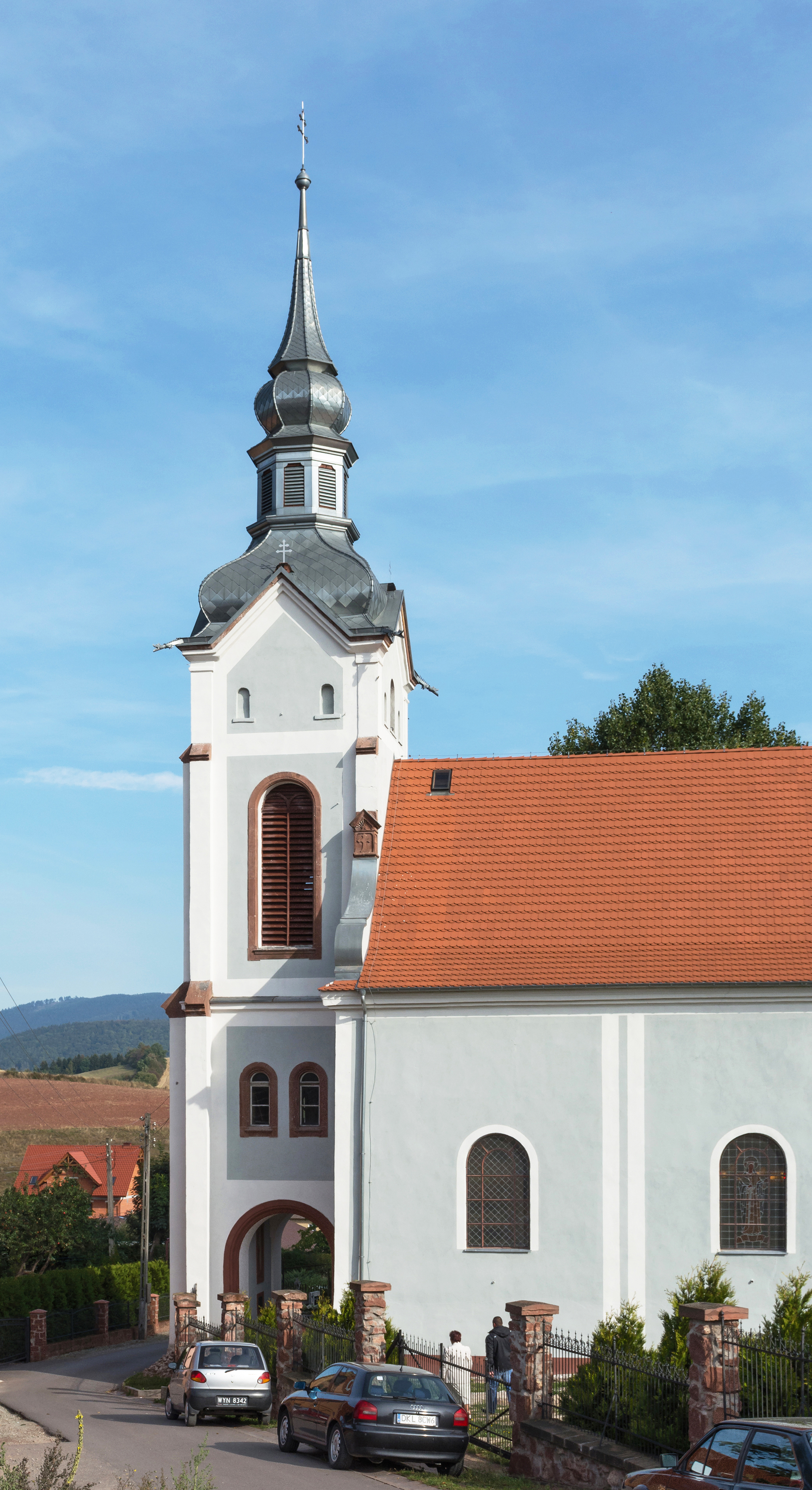
Dzwonnica przystawiona – kościół św. Jakuba Apostoła w Woliborzu
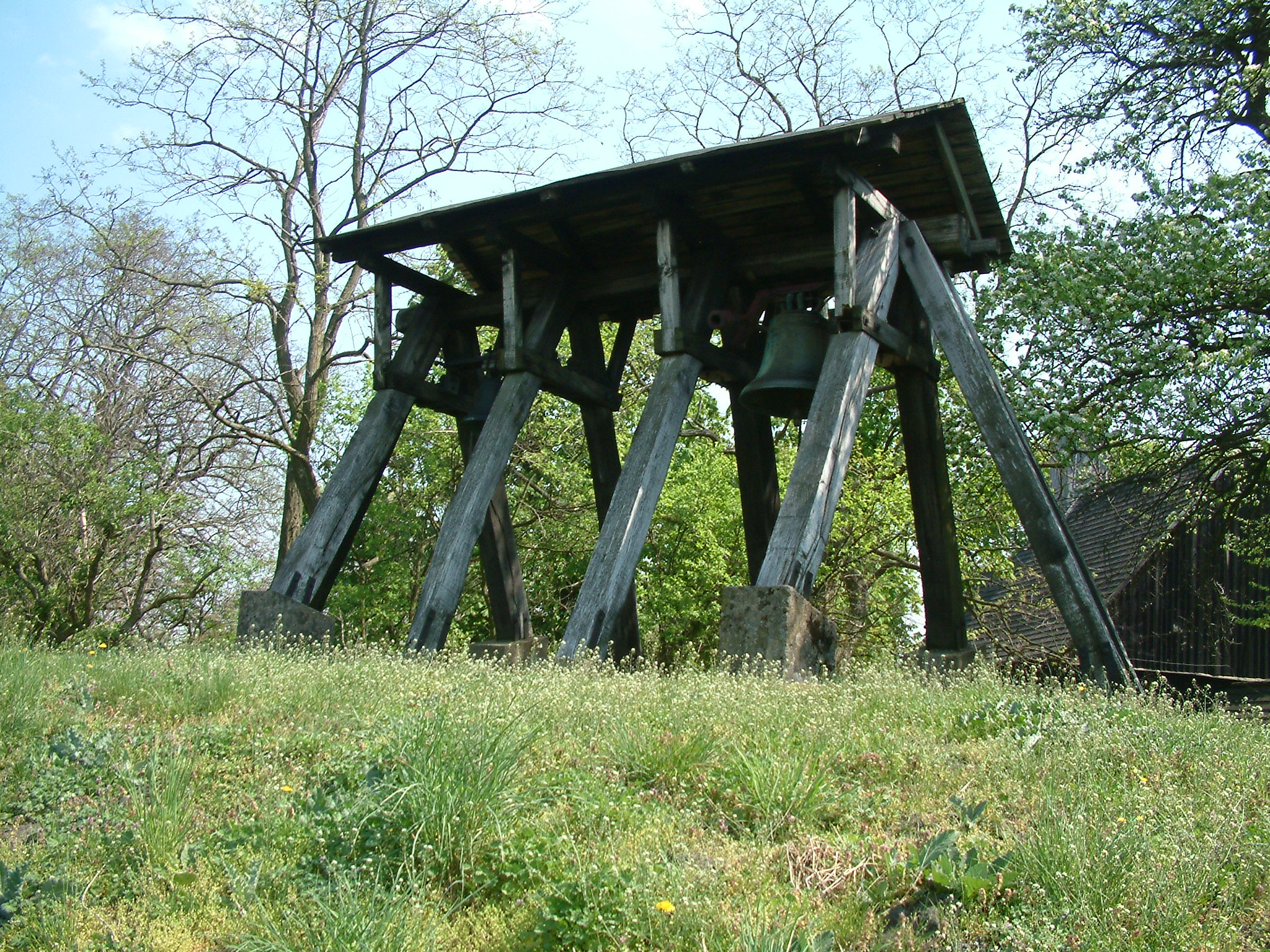
Drewniana dzwonnica przy kościele Jana Chrzciciela w Gieczu
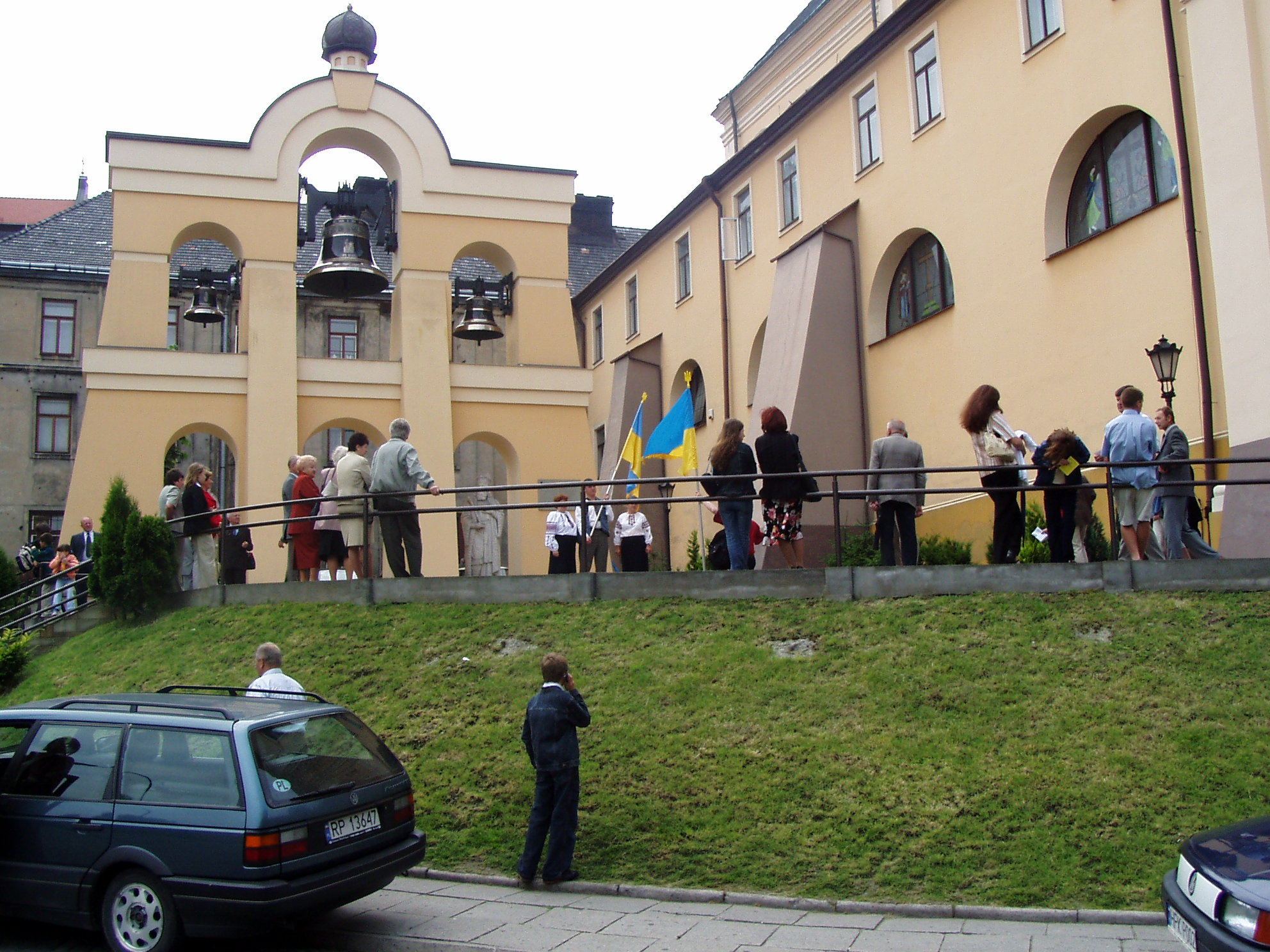
Dzwonnica parawanowa w Przemyślu
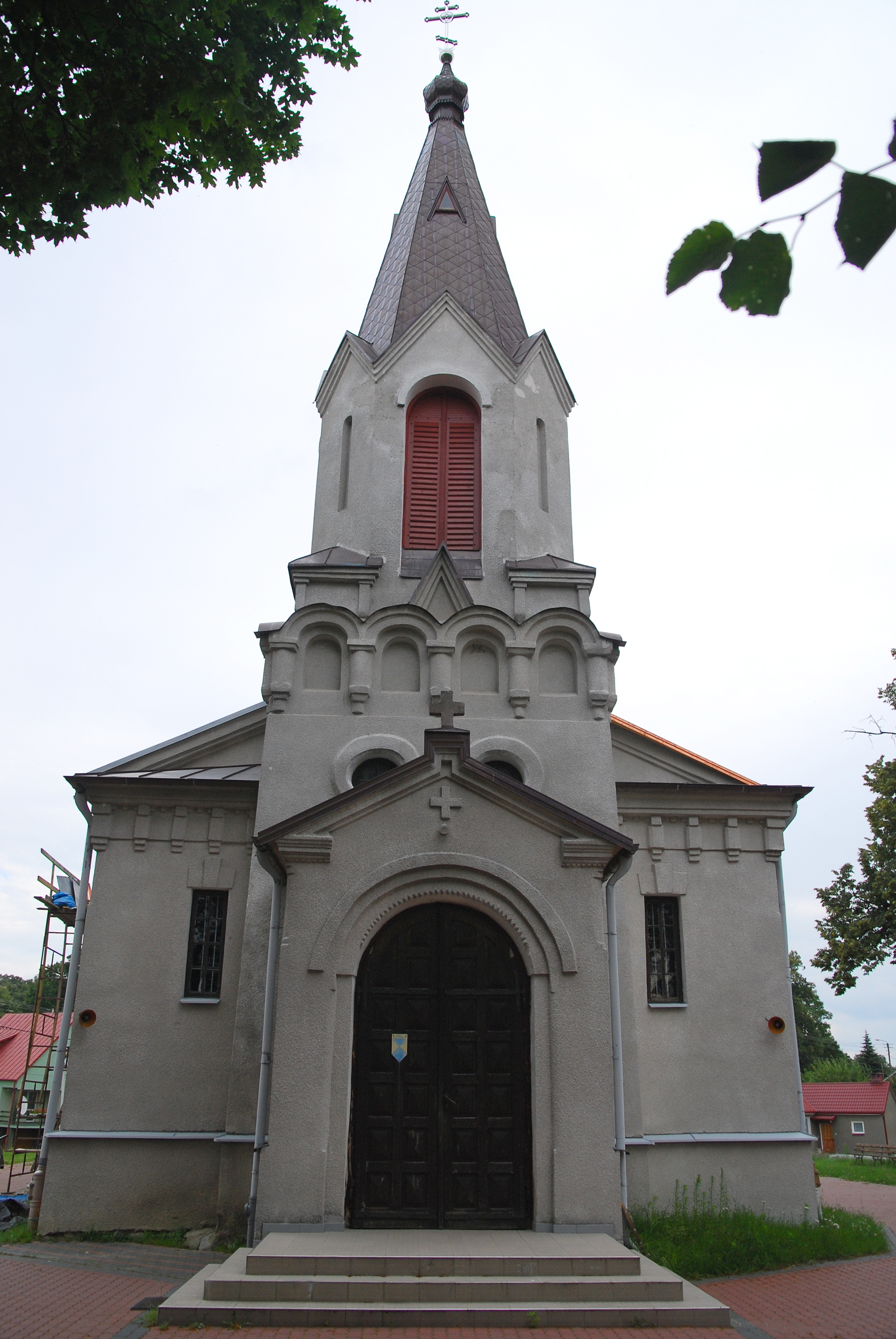
Dzwonnica wbudowana – cerkiew Narodzenia Najświętszej Maryi Panny w Mielniku
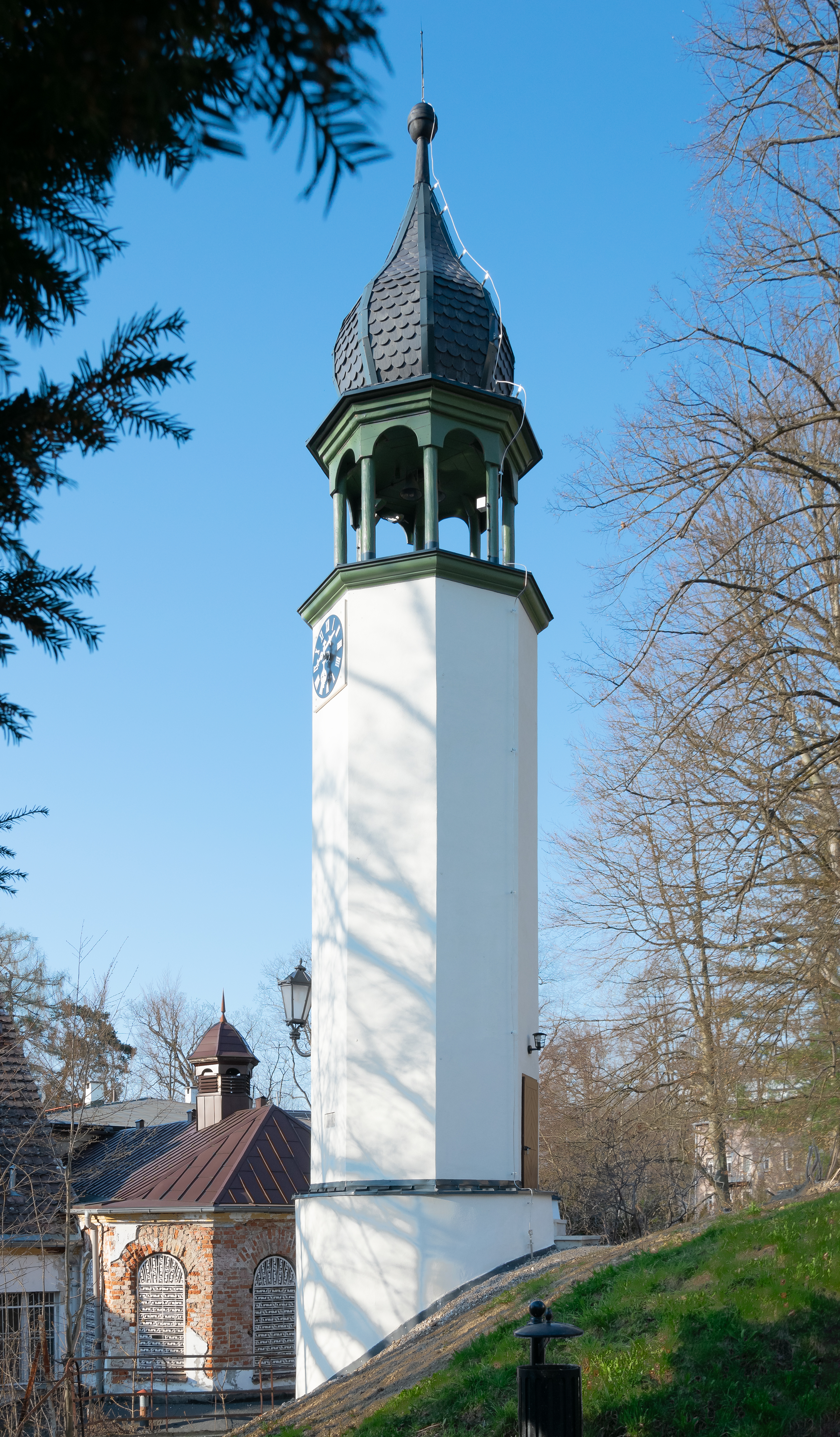
Dzwonnica zegarowa w Lądku-Zdroju
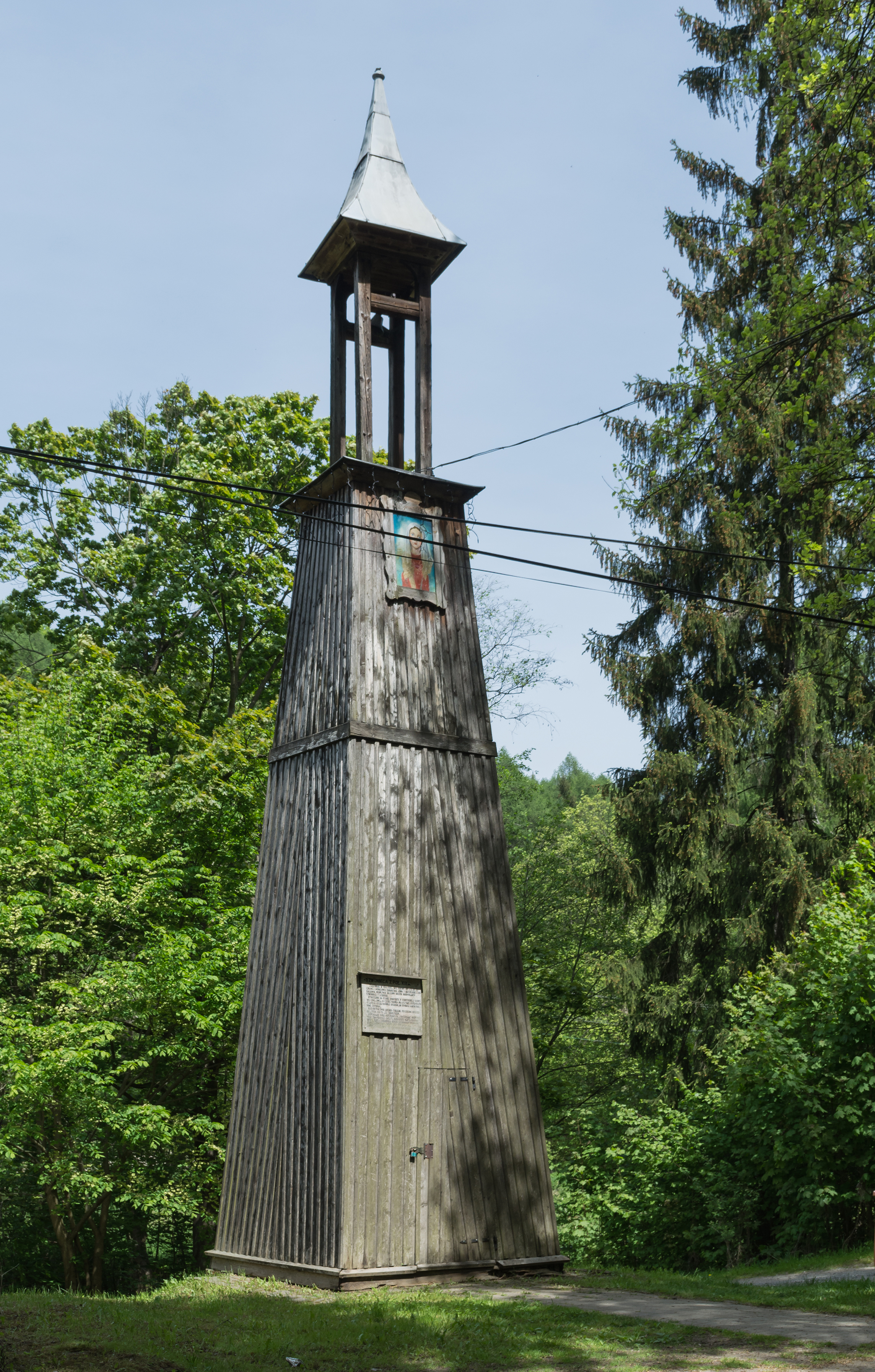
Drewniana dzwonnica w Kudowie-Zdroju
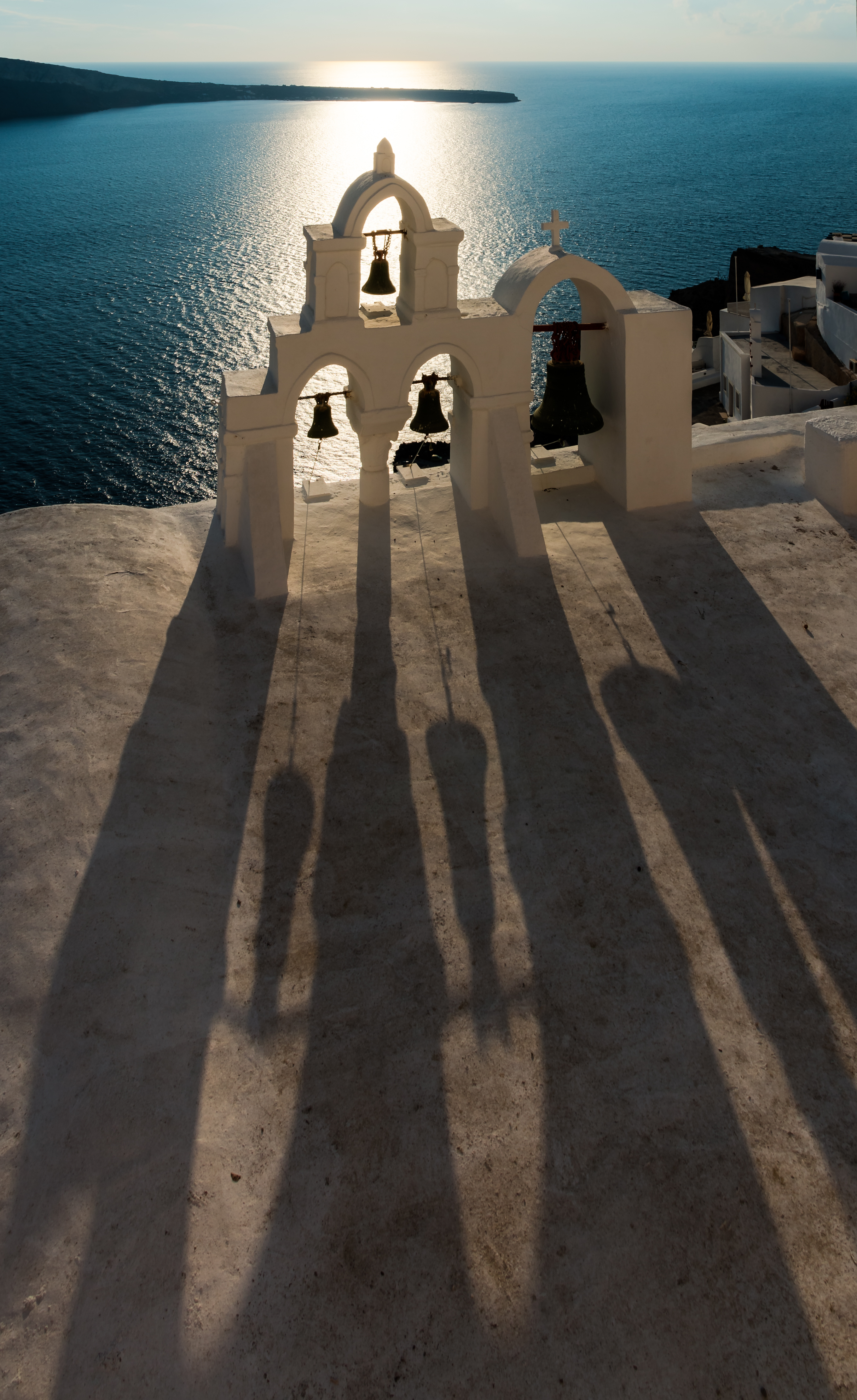
Dzwonnica parawanowa na wyspie Santoryn
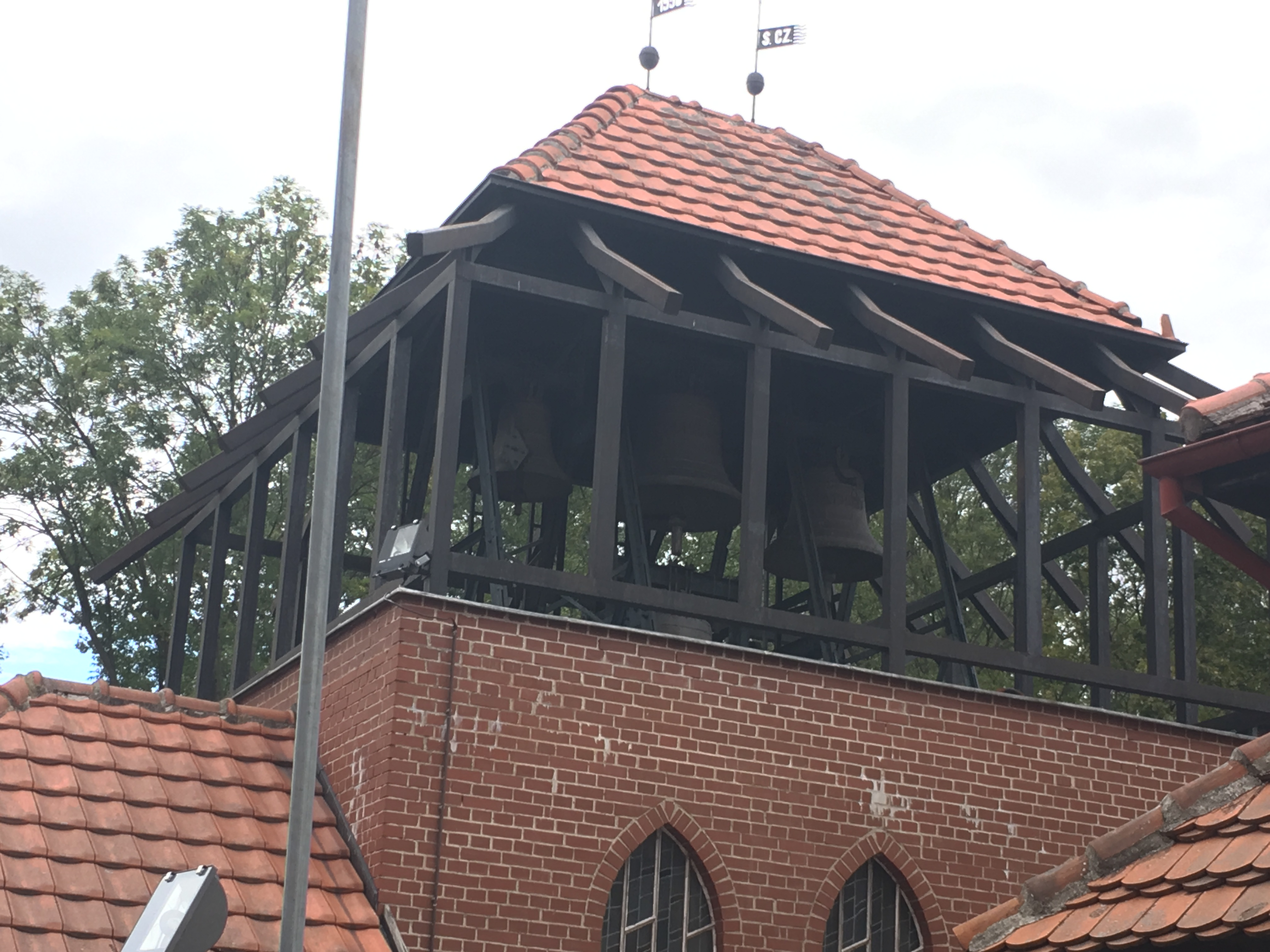
Dzwonnica kościoła św. Mateusza w Starogardzie Gdańskim
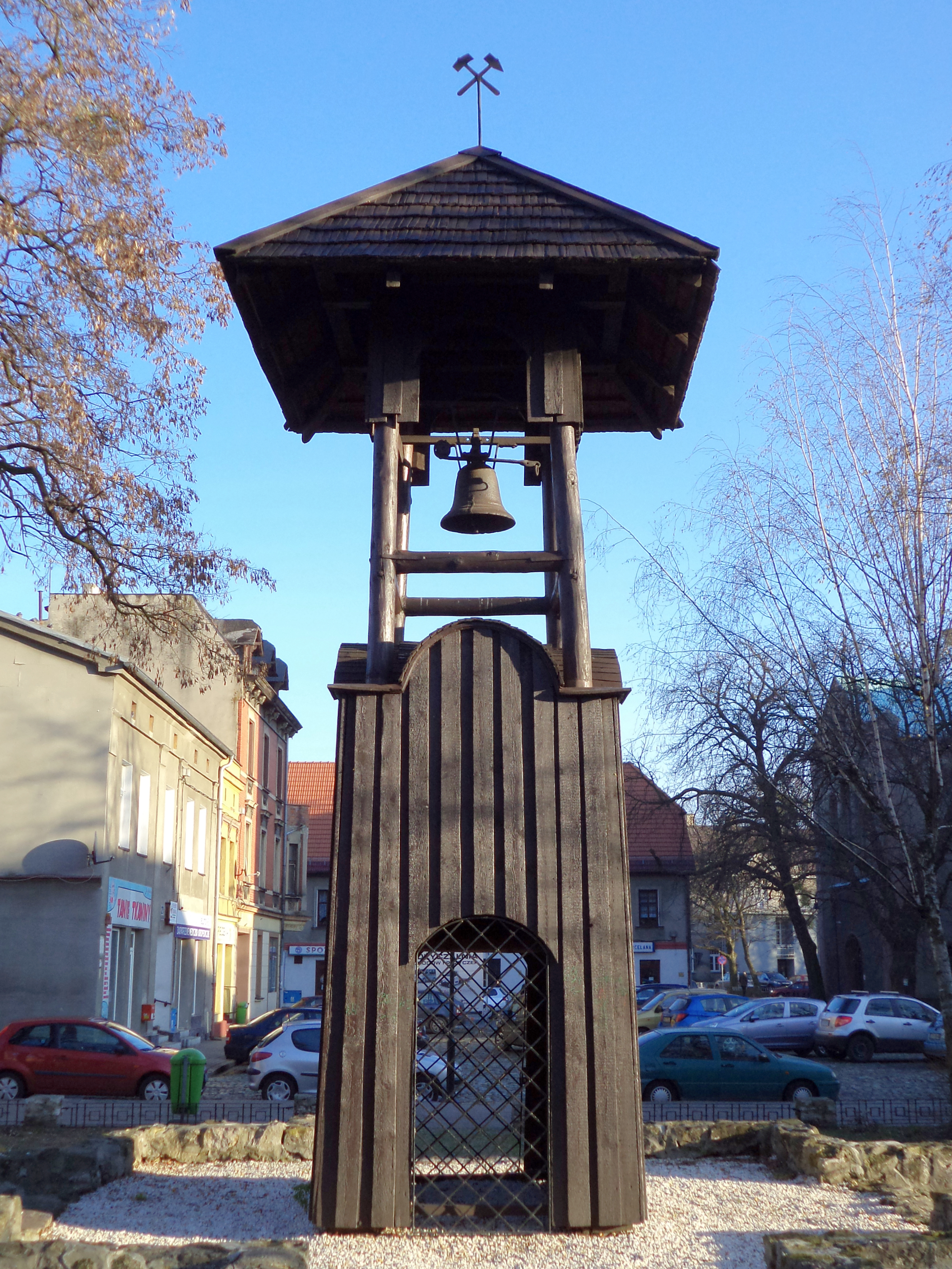
Dzwonnica Gwarków w Tarnowskich Górach
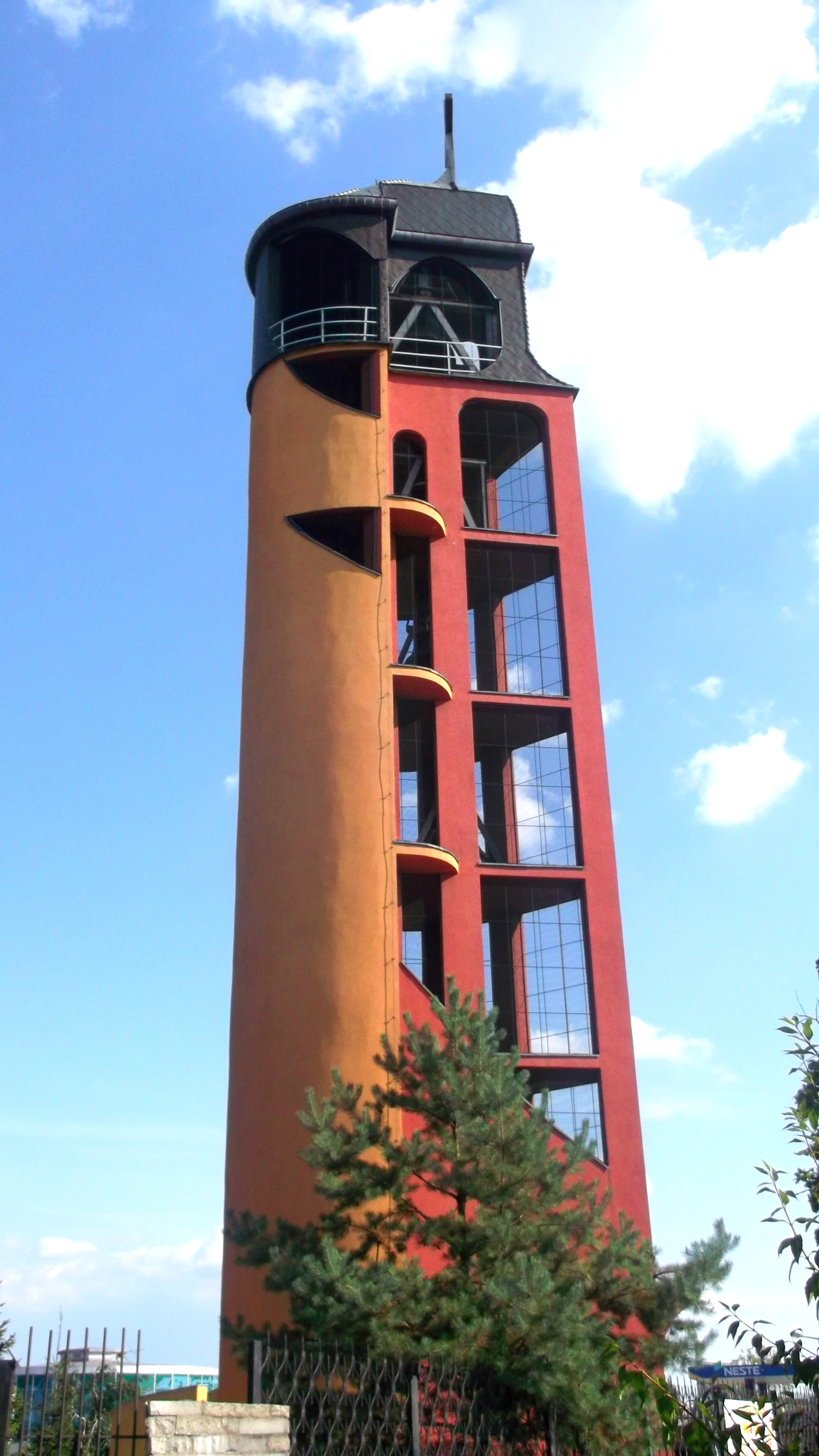
Dzwonnica kościoła Ducha Świętego we Wrocławiu
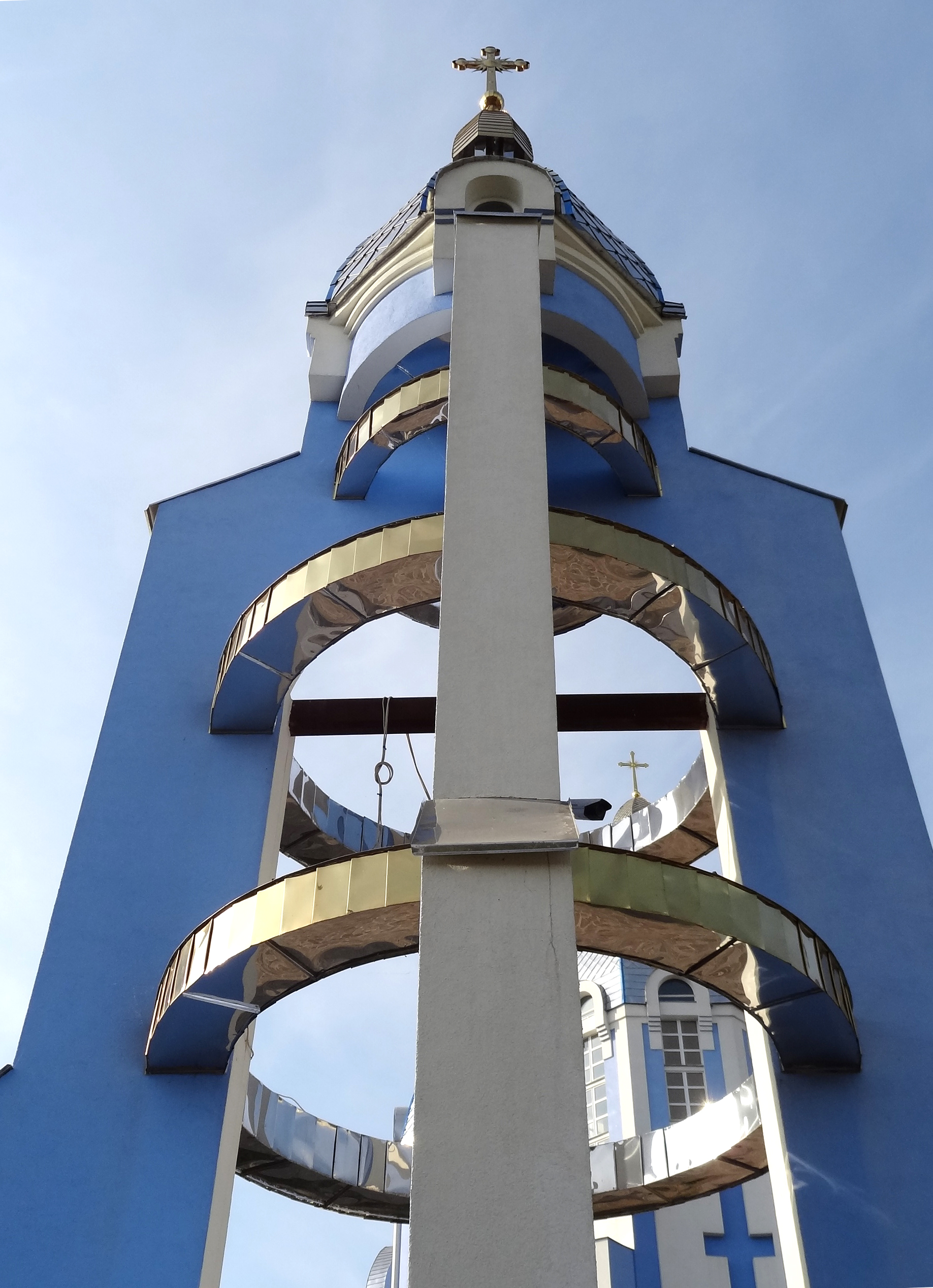
Dzwonnica kościoła Wstawiennictwa Bogurodzicy w Winnicy